# Gjorge Ivanov

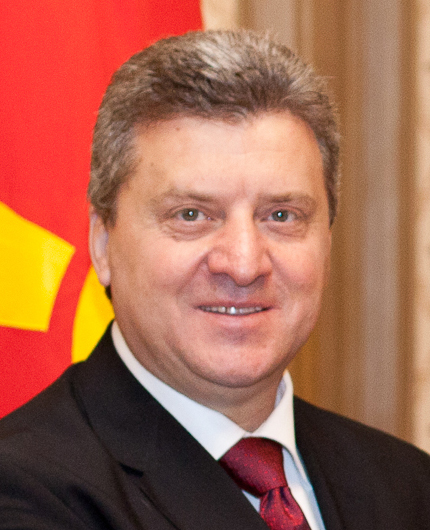
Gjorge Ivanov (2012)

Gjorge Ivanov (alternative Namensform: Gjorgje, alternative Transkriptionen: Đorge Ivanov (serbokroatische Umschrift), Georgi Iwanow und Djordje Ivanov, kyrillisch Ѓорге Иванов; * 2. Mai 1960 in Valandovo, SFR Jugoslawien, heute Nordmazedonien) ist ein nordmazedonischer Politikwissenschaftler und Professor an der Universität Skopje. Von 2009 bis 2019 war er Präsident seines Landes.

## Wissenschaftliche Laufbahn
Gjorge Ivanov wuchs in der im Südosten Nordmazedoniens gelegenen Provinzstadt Valandovo auf. Er begann an der Universität „St. Kyrill und Method“ von Skopje ein Studium der Rechtswissenschaft, das er 1982 abschloss. Von 1988 bis 1995 war Ivanov beim nordmazedonischen Rundfunk beschäftigt. Parallel erstellte er seine Magisterarbeit, die er 1994 abschloss.
Ivanov setzt danach seine wissenschaftliche Karriere an der Universität von Skopje fort. 1998 wurde er promoviert, danach wurde er zum Assistenzprofessor für Politische Theorie und Politische Philosophie an der Universität ernannt. Vier Jahre später wurde Gjorge Ivanov Associate Professor und 2008 schließlich Fulltime Professor in Skopje. Er ist Ehrenritter des habsburgischen St. Georgs-Orden.
Ivanov ist Autor zahlreicher Publikationen zur Politischen Theorie und insbesondere zur Entwicklung des politischen Systems in der Republik Nordmazedonien. Er ist verheiratet und hat zwei Kinder.

## Politische Laufbahn
Ivanov war bereits in seiner Jugend politisch aktiv; bis zum Zusammenbruch Jugoslawiens im Jahr 1990 war er Mitglied der Jugendorganisation des Bunds der Kommunisten Jugoslawiens. Obwohl er nach der Gründung der Republik Mazedonien keiner Partei mehr angehörte, steht er der national-konservativen Partei VMRO-DPMNE nahe. Nachdem die VMRO-DPMNE im Juni 2006 die Parlamentswahl gewonnen hatte, unterstützte Ivanov die Regierung Gruevski als Berater.
Im Januar 2009 wurde Gjorge Ivanov von der VMRO-DPMNE für die Präsidentschaftswahlen nominiert. Da der amtierende Staatspräsident Branko Crvenkovski keine weitere Kandidatur anstrebte und Gruevski seit der Parlamentswahl von 2008 mit absoluter Mehrheit regieren konnte, galt Ivanov als Favorit für die Präsidentschaftswahlen. Bei dem ersten Wahlgang am 22. März 2009 sicherte Ivanov sich rund 34 % der Stimmen, verfehlte damit aber deutlich die notwendige absolute Mehrheit. Er stellte sich bei einer Stichwahl am 5. April 2009 dem sozialdemokratischen Kandidaten Ljubomir Frčkoski, der mit einem Stimmenanteil von knapp 20 % mit großem Abstand zu Ivanov das zweitbeste Ergebnis der sieben Präsidentschaftskandidaten erreichte. Die Stichwahl gewann Ivanov mit deutlichem Vorsprung vor Frčkoski. Die notwendige Wahlbeteiligung von 40 % wurde dabei nur knapp übertroffen, nachdem Vertreter der albanischen Minderheit in Nordmazedonien zu einem Boykott der Präsidentschaftswahl aufgerufen hatten. Der Amtsantritt erfolgte am 12. Mai 2009.
Bei den Präsidentschaftswahlen im April 2014 wurde Ivanov im Amt bestätigt.
Im April 2016 begnadigte Ivanov alle Politiker, gegen die wegen eines Korruptions- und Abhörskandals ermittelt wurde. Daraufhin erhoben sich landesweite Proteste. Bei den illegalen Praktiken wurden nur in der Periode von 2005 bis 2015 4286 Telefonnummern und mehr als 20.000 Bürger des Landes abgehört.
Nach zwei Amtszeiten durfte Ivanov nicht mehr kandidieren. Zu seinem Nachfolger wurde Stevo Pendarovski gewählt.